# Mossgropspindel
Mossgropspindel (Satilatlas britteni) är en spindelart som först beskrevs av Jackson 1913.  Mossgropspindel ingår i släktet Satilatlas och familjen täckvävarspindlar. Enligt den finländska rödlistan är arten sårbar i Finland. Arten är reproducerande i Sverige. Artens livsmiljö är rikkärr. Inga underarter finns listade i Catalogue of Life.